# Hans Runge (Mediziner)
Hans Heinrich Emil Franz Runge (* 18. April 1892 in Neustrelitz; † 16. Oktober 1964 in München) war ein deutscher Gynäkologe und Geburtshelfer.

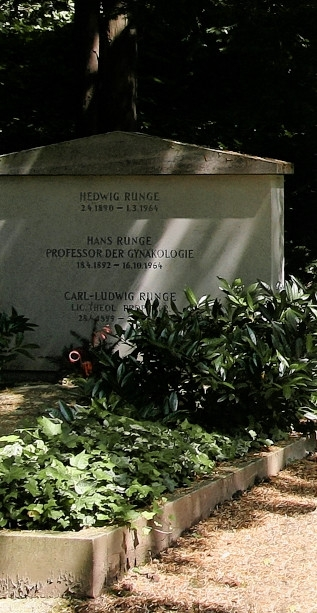
Grabstätte von Hans Runge, Heidelberger Bergfriedhof, Professoren Reihe, (Abt. D)

## Leben und Wirken
Hans Runge wurde als Sohn des Pastors Carl Runge (1859–1932) und dessen Frau Käthe, geb. Giese, in der südostmecklenburgischen Residenzstadt Neustrelitz geboren. Nur wenige Monate nach seiner Geburt übersiedelte die Familie nach Fürstenberg/Havel, wo der Vater Ende 1892 Pastor geworden war. In Fürstenberg, wo schon sein Großvater Pastor gewesen war, verlebte Runge die prägenden Jahre seiner Kindheit und Jugend. Später studierte er Medizin an den Universitäten Tübingen, Leipzig und Rostock. In Tübingen wurde er 1911 Mitglied der Burschenschaft Germania Tübingen. In Rostock legte er 1919 sein Staatsexamen ab und wurde 1920 mit einer Dissertation über die „Röntgenbehandlung von Hirn- und Rückenmarkstumoren“ promoviert. Als Assistenzarzt war Runge zunächst am Pathologischen Institut und der Universitäts-Kinderklinik in Rostock
sowie der Hebammenlehranstalt in Elberfeld tätig. 1921 wurde er Assistent an der Universitäts-Frauenklinik Rostock unter dem Direktorat von Otto Claudius Sarwey (1864–1933). Dort lernte er Robert Schröder (1884–1959) kennen, dem er 1922 als Oberarzt an die Christian-Albrechts-Universität zu Kiel folgte. 1924 habilitierte sich Runge mit einer Schrift über die plastische Dehnung der Geburtswege. 1928 wurde er zum außerordentlichen Professor ernannt. 1932 folgte er dem Ruf als Ordinarius für Geburtshilfe und Gynäkologie nach Greifswald. Dort erhielt Hans Runge 1934 Berufungen an die Ruprecht-Karls-Universität Heidelberg und die Universität Breslau. Er entschied sich für Heidelberg und trat dort die Nachfolge Heinrich Eymers (1883–1965) an.
Runge trat zum 1. Mai 1933 der NSDAP bei (Mitgliedsnummer 2.147.241) und galt als entschiedener Nationalsozialist. In Heidelberg traten sieben von acht der planmäßigen Assistenten und mindestens vier außerordentliche Assistenten in die NSDAP, SA oder SS ein. An der Durchführung von Zwangssterilisationen und eugenischen Abtreibungen beteiligten sich alle Mitarbeiter. Runge veranlasste die wissenschaftliche Auswertung der Sterilisationen und setzte ein eugenisches Forschungsprogramm zur Geburtensteigerung durch, in das die Mehrzahl der Habilitanden und Doktoranden eingebunden wurde.
Von 1954 bis 1956 war er Präsident der Deutschen Gesellschaft für Gynäkologie und organisierte deren Kongress 1956 in Heidelberg. Die Gesellschaft ernannte ihn später zum Ehrenmitglied.
Hans Runge leitete die Heidelberger Klinik bis zum März 1964. Zu seinem Nachfolger wurde Josef Zander (1918–2007) berufen. Runge starb im Oktober 1964 im Alter von 72 Jahren während des Deutschen Gynäkologenkongresses in München an den Folgen eines Verkehrsunfalls. Beigesetzt wurde er auf dem Heidelberger Bergfriedhof.
Hans Runge wurde zum Ehrenmitglied vieler nationaler und internationaler Fachgesellschaften ernannt. Zu seinem 70. Geburtstag wurde ihm 1962 das große Verdienstkreuz verliehen. Die Laudatio hielt der Präsident der Deutschen Gesellschaft für Gynäkologie, Gustav Döderlein.

## Schriften (Auswahl)
- Röntgenbehandlung von Hirn- und Rückenmarkstumoren. Dissertation, Universität Rostock
- Über die plastische Dehnung der Geburtswege. Habilitationsschrift, Christian-Albrechts-Universität zu Kiel 1924
- Die biologische Schwangerschaftsdiagnostik. In: Brugsch-Schittenhelm: Handbuch der Laboratoriumstechnik. 1927
- Blutung und Fluor. Verlag Theodor Steinkopff, Dresden 1930
- Die langandauernde Schwangerschaft. Dtsch. med. Wochenschrift 1939, Heft 14
- Einbau der Hebammen in die Nachbetreuung klinisch entbundener Frauen. Dtsch. Hebamme 1940, Heft 22
- Über einige besondere Merkmale der übertragenen Frucht. Zbl. Gynäk. 1942, Heft 31
- Betrachtungen zur Pathogenese und Klinik der Thromboembolie. Dtsch med Wochenschrift 1952, Heft 36
- Zur Cytologie des Uteruscarcinoms, Zbl. Gynäk. 1951, Heft 2
- Gonorrhoe der weiblichen Geschlechtsorgane. In: Ludwig Seitz, Isidor Alfred Amreich: Biologie und Pathologie des Weibes. 1953
- Die thromboembolischen Erkrankungen und ihre Behandlung. Stuttgart 1955